# Edward Lear
Edward Lear (Holloway (Londen) in Engeland, 12 mei 1812 – San Remo in Italië, 29 januari 1888) was een Engels illustrator, dichter en schrijver. Samen met Lewis Carroll, wordt hij beschouwd als een van de grote meesters van Victoriaanse nonsense literature (onzinliteratuur); zijn talrijke limericks en de gedichten zoals The Owl and the Pussycat zijn klassiekers in dit genre. Aanvankelijk, op 15-jarige leeftijd, viel Lear op als landschapsschilder en Illustrator van levende dieren. Vooral met zijn wetenschappelijk verantwoorde tekeningen van exotische vogels oogstte hij veel bewondering bij een groot publiek.

## Biografie

### Jeugd en werk als illustrator

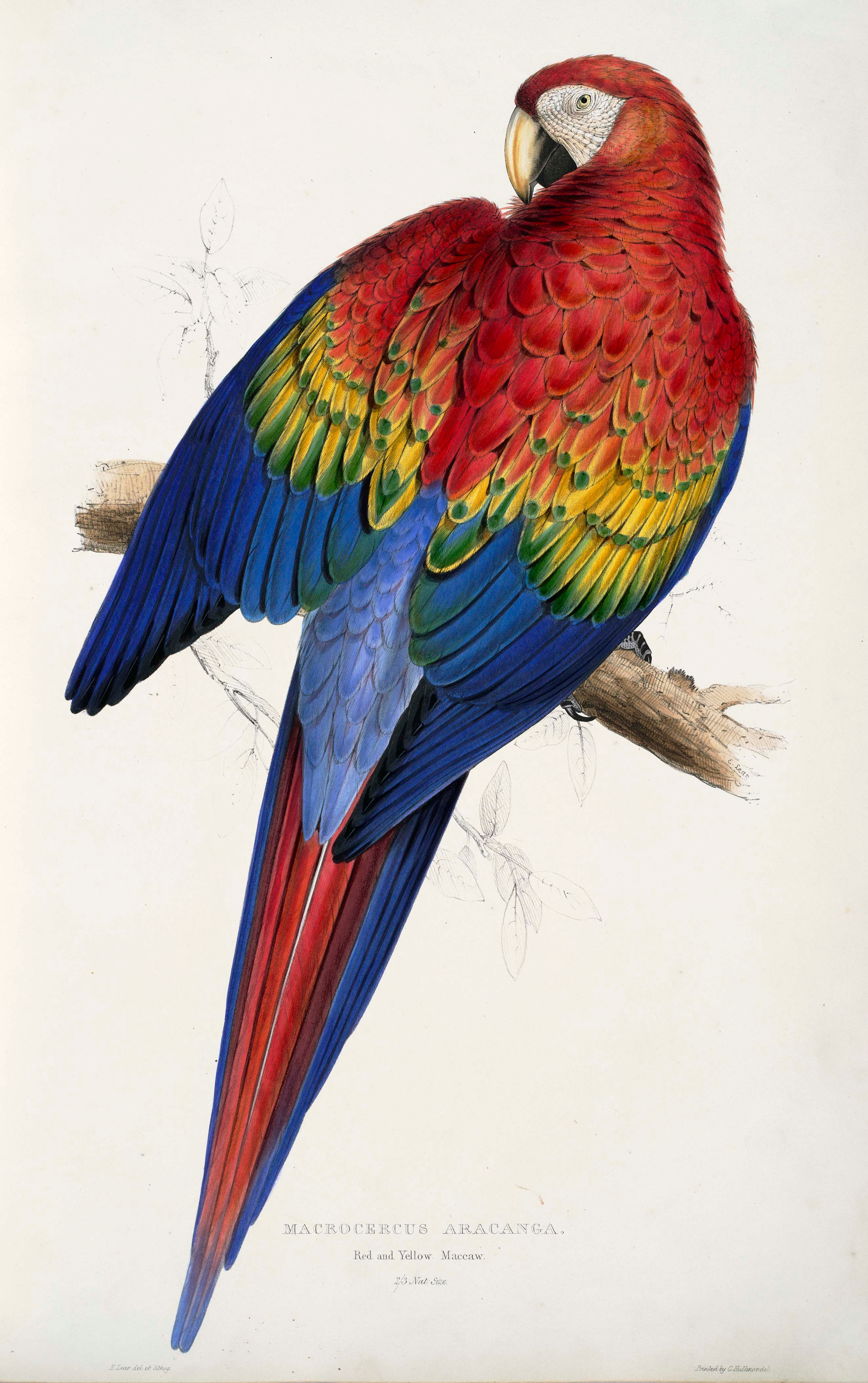
Geelvleugelara (Ara macao) geschilderd door Edward Lear..

Edward Lear was het op een na laatste kind uit een gezin uit de middenklasse met 21 kinderen. Zijn vader, Jeremiah Lear was handelaar in aandelen in Londen; zijn vrouw heette Ann Clark Skerrett. Reeds in zijn jeugd leed hij aan verschillende ziektes. Rond zijn zesde jaar leed hij aan epileptische aanvallen en verder had hij astma en bronchitis. De familie leed armoede als gevolg van de mislukte speculaties door de vader in 1816 waardoor zijn ouders niet meer voldoende middelen hadden om hun kinderen op te voeden. Edward werd toen hij 15 was verder opgevoed in het gezin van zijn zuster Ann, die 21 jaar ouder was. Om geld te verdienen, ploeterde hij wat als Illustrator. In juni 1830, begon hij aan de afbeeldingen van papegaaien, dat als boek in 1832 werd uitgegeven (Illustrations of the Family of Psittacidae, or Parrots). Hiermee vestigde hij zijn reputatie als een ornithologisch Illustrator. Enige tijd werkte hij samen met de bekende vogelkundige John Gould.

### Als natuuronderzoeker in adellijke dienst
Tussen 1832 en 1836 was hij als tekenaar in dienst van Lord Stanley (Edward Smith-Stanley, 13th Earl of Derby) op het landgoed Knowsley Hall bij Liverpool. Lord Stanley was een natuuronderzoeker en de voorzitter van de Zoological Society of London. Lear werd in die periode lid van de prestigieuze Linnean Society of London een vereniging van natuuronderzoekers die de verspreiding van biologische kennis tot doel had en nog steeds heeft.

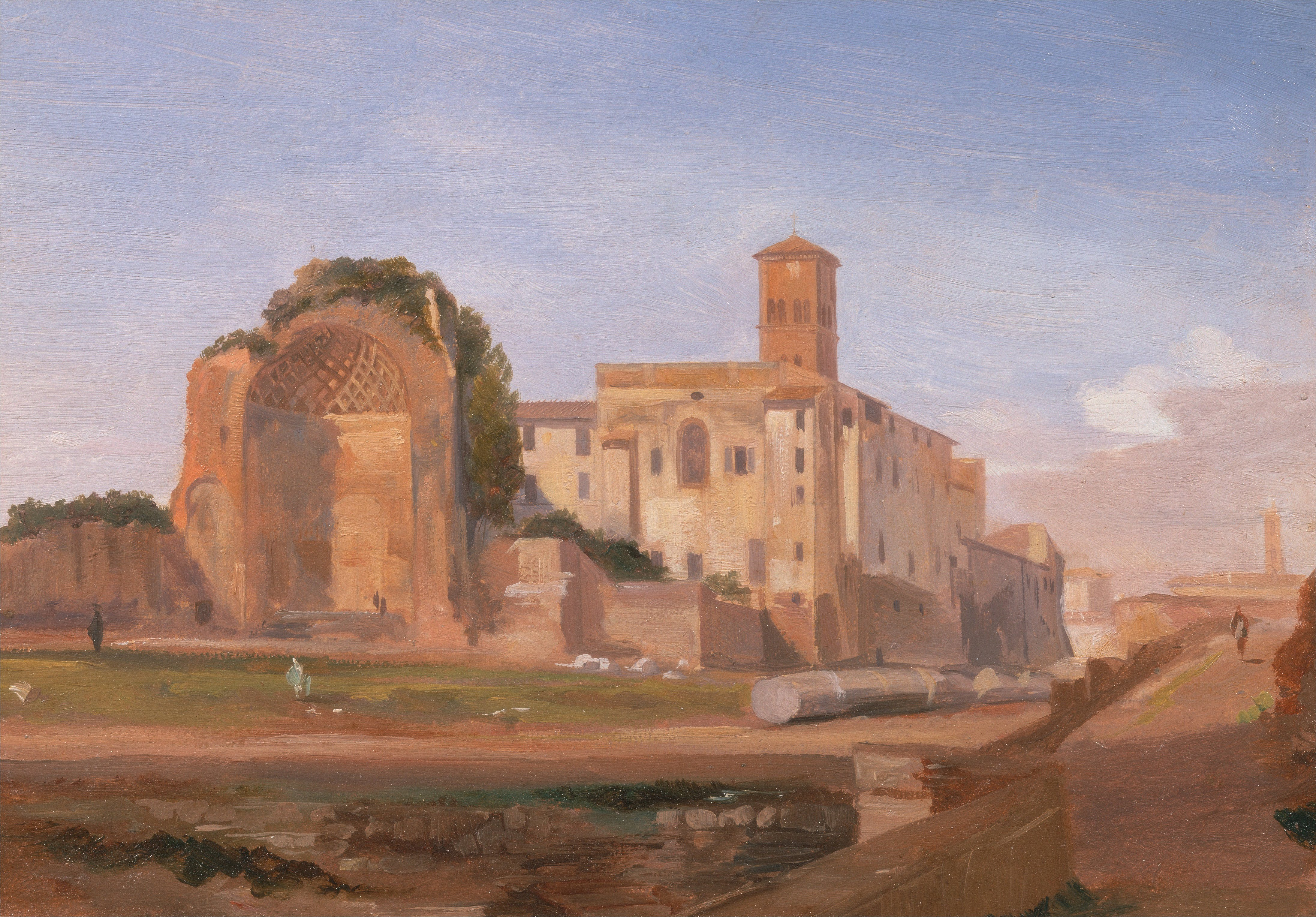
Tempel van Venus in Rome
(1840), schilderij van Edward Lear, Yale Center for British Art

### Reizen, schilderen en schrijven

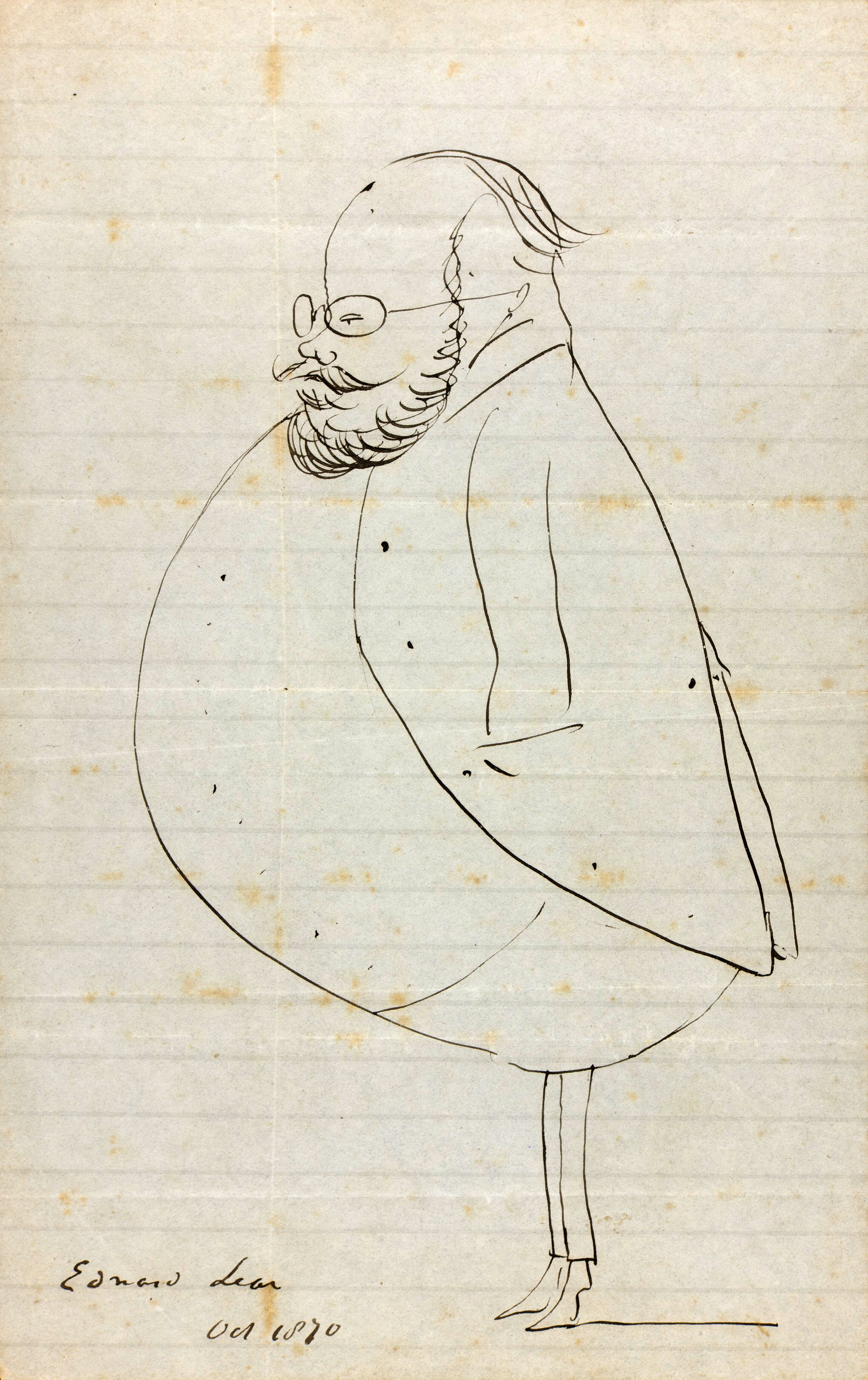
Karikatuur van zichzelf gemaakt door Edward Lear

In de daaropvolgende jaren begon Lear met het maken van reizen door Europa en vervaardigde hij onderwijl tekeningen, aquarellen en olieverfschilderijen. In 1846 publiceerde hij onder het pseudoniem Derry Down Derry zijn bekendste werk A Book of Nonsense. In datzelfde jaar gaf hij tekenles aan koningin Victoria. Later ontmoette hij de beroemde dichter Alfred Tennyson en de schilder William Holman Hunt. Van 1855 tot 1864 (met korte onderbrekingen) woonde Lear op het eiland Korfoe, dat in die periode behoorde tot de Verenigde Staten van de Ionische Eilanden, een Brits protectoraat. Van daaruit ondernam hij diverse reizen in de nabijgelegen landen op de Balkan, die toen nog onder Ottomaans bestuur vielen. Hij maakte in die tijd olieverfschilderijen van landschappen die later een enorme populariteit verwierven. In 1865 publiceerde hij zijn eerste onzinverhaal The History of the Seven Families of the Lake Pipple-Popple. Twee jaar later volgde zijn onzingedicht, het lied The Owl and the Pussycat. In december 1871 werden onder de titel More Nonsense nog meer onzingedichten gepubliceerd. Vanaf 1871 woonde Lear in San Remo in Italië. Hij stierf in 1888 en werd begraven op het Cimitero Monumentale della Foce.

## Publicaties (selectie)
- Illustrations of the Family of Psittacidae, or Parrots (1832)[2]
- Views in Rome and its Environs (1841)
- Gleanings from the Menagerie at Knowsley Hall (1846)[4]
- Book of Nonsense (1846)
- Illustrated Excursions in Italy (1846)
- Mount Timohorit, Albania (1848)
- Journal of a Landscape Painter in Greece and Albania (1851)
- The falls of the Kalama Albania (1851)
- Journal of a Landscape Painter in Southern Calabria (1852)
- Journal of a Landscape Painter in Corsica (1870)
- Nonsense Songs and Stories (1871)
- Tortoises, Terrapins, and Turtles (1872), ingeleid door John Edward Gray[5]
- More Nonsense Songs, Pictures, (1872)
- Laughable Lyrics (1877)
- Nonsense Alphabets
- Argos from Mycenae (1884)
- Nonsense Botany (1888)
- Tennyson's Poems geïllustreerd door Lear (1889)
- Facsimile of a Nonsense Alphabet (1849 maar pas in 1926 gepubliceerd)
- The Quangle-Wangle's Hat (1876)
- Edward Lear's Parrots door Brian Reade, Duckworth (1949) met 12 gekleurde tekeningen van Lear's Psittacidae
- The Scroobious Pip (onvoltooid)
- The Dong with a Luminous Nose, geïllustreerd door Edward Gorey, Young Scott Books, NY (1969)
- The Corfu Years (1988) ISBN 0-907978-25-8
- Impossible Picturesqueness: Edward Lear's Indian Watercolours, 1873–1875. Samengesteld door Vidya Dehejia. Columbia University Press, New York 1989.
- Edward Lear and the Art of Travel. Tentoonstellingscatalogus Yale Center for British Art, New Haven (September 2000 – Januar 2001), Yale Center for British Art, New Haven 2000, ISBN 0930606922.

### Keuze uit in het Nederlands vertaald werk
- Het verhaal van 4 kinderen op reis rond de wereld vertaald door C. Buddingh' en illustraties van Anne Bous. Het Spectrum 1975. ISBN 90-274-4205-3
- De Pobbel wiens tenen verdwenen Vertaling Paul Biegel, geïllustreerd door Kevin W. Maddison. Van Holkema & Warendorf, Bussum 1977. ISBN 90-269-0955-1
- De Dong met de lichtende neus Vertaling door Tonke Dragt, geïllustreerd door Ivo de Weerd. Leopold Annotatie, Den Haag 1985. ISBN 90-258-3931-2.
- De uil en de poes Vertaling door F. Hoppenbrouwers, illustraties van Gwen Fulton. Malmberg, Den Bosch 1982. ISBN 90-345-0031-4.
- De uil & de poezekat & nog meer van die onzin Vertaald door Wim Tigges, illustraties van Owen Wood (1929-2003). Het Spectrum, Utrecht 1978. ISBN 90-274-4371-8
- Babbels en krabbels Vertaald door Wim Tigges. Het Spectrum, Utrecht 1978.ISBN 90-274-0995-1

- Auckland Art Gallery Toi o Tāmaki: 314
- Art Gallery of South Australia: 3375
- Bibsys: 90341419
- Biblioteca Nacional de España: XX1643627
- Bibliothèque nationale de France: cb11911831s (data)
- Catàleg d'autoritats de noms i títols de Catalunya: 981058617625406706
- CiNii: DA02329743
- Digitale Bibliotheek voor de Nederlandse Letteren: lear001
- Stuttgart Database of Scientific Illustrators 1450–1950: 952
- Gemeinsame Normdatei: 118779095
- International Standard Name Identifier: 0000 0001 2100 6493
- Library of Congress Control Number: n79084245
- Nationale Bibliotheek van Letland: 000022801
- MusicBrainz: cf40c5c8-66a2-43fc-a2f2-e5c1619eab2f
- Bibliotheek van het Japanse parlement: 00447119
- National Gallery of Victoria: 4271
- Nationale Bibliotheek van Tsjechië: jn19990004931
- Nationale bibliotheek van Australië: 35296076
- Nationale Bibliotheek van Israël: 987007298345905171
- Nationale Bibliotheek van Polen: a0000003118714
- Nederlandse Thesaurus van Auteursnamen: 068611889
- RKD-Nederlands Instituut voor Kunstgeschiedenis: 48629
- LIBRIS: 242463
- SNAC: w6wq06cj
- Système universitaire de documentation: 02697536X
- Museum of New Zealand Te Papa Tongarewa: 1335
- Trove: 901647
- Union List of Artist Names: 500016261
- Virtual International Authority File: 36920855
- WorldCat: E39PBJt3VHHR6jcCYdTqFhjjYP